# ساردین آب شیرین
ساردین آب شیرین (انگلیسی: Sardinella tawilis) که با نام‌های ساردینجه آب شیرین، شاه‌ماهی آب شیرین یا ساردین بامبون نیز شناخته می‌شود، گونه‌ای ساردین آب شیرین است که به‌طور انحصاری در فیلیپین یافت می‌شود. این تنها عضو شناخته‌شده از جنس ساردینچه‌ها است که به‌طور کامل در آب شیرین زندگی می‌کند. در محلی، این ماهی به زبان فیلیپینی تویلیس نامیده می‌شود.
S. tawilis در خزانه طعم، کاتالوگ بین‌المللی غذاهای میراثی در معرض خطر، که توسط جنبش غذای آهسته تنظیم شده، ثبت شده است.
در ژانویه ۲۰۱۹، اتحادیه بین‌المللی حفاظت از طبیعت S. tawilis را به‌عنوان گونه‌ای در معرض خطر اعلام کرد.

## ریشه‌شناسی و تاریخچه طبقه‌بندی
Sardinella از واژه یونانی sarda گرفته شده است که به معنای «ساردین کوچک» است.
این گونه در ابتدا در سال ۱۹۲۷ توسط آلبرت ویلیام هره، رئیس بخش شیلات دفتر علوم در مانیلا، شناسایی و Harengula tawilis نام‌گذاری شد. بعدها، این گونه به جنس ساردینچه‌ها منتقل شد که از نظر طبقه‌بندی دقیق‌تر است.

## توصیف
ساردین آب شیرین ماهی کوچکی است که تا ۱۵ سانتی‌متر رشد کرده و کمتر از ۳۰ گرم وزن دارد. مانند سایر اعضای خانواده خود، بدن آن‌ها به‌صورت جانبی فشرده است و شکمشان با پوسته‌های سخت و فلس‌مانند پوشیده شده است. آن‌ها دارای یک باله پشتی مثلثی و یک باله دمی دوشاخه هستند. در دهانشان، چنگال‌های آبششی بلند و باریکی دارند.

## زیستگاه و پراکندگی
جمعیت‌های ساردین آب شیرین تنها در دریاچه تال در استان‌های باتانگا در جزیره لوزون در فیلیپین یافت می‌شوند. دریاچه تال، سومین دریاچه بزرگ فیلیپین، در کاسه آتشفشانی آتشفشان تال واقع شده است. این دریاچه با مساحتی حدود ۲۴٬۳۵۶٫۴ هکتار (۶۰٬۱۸۶ جریب فرنگی)، در میان ۹ شهرستان و دو شهر قرار دارد. در مرکز آن، جزیره آتشفشانی به مساحت ۲۳٫۸-کیلومتر-مربع (۹٫۲-مایل-مربع) قرار دارد که در مرکز آن یک دریاچه دهانه‌ای با قطر ۱٫۹-کیلومتر (۱٫۲-مایل) دیده می‌شود. حداکثر عمق دریاچه ۱۸۰ متر (۵۹۰ فوت) و میانگین عمق آن ۶۵ متر (۲۱۳ فوت) است.
پیش‌تر، این دریاچه بخشی از خلیج بالایان بود که با گذر زمان به دلیل باریک شدن یک کانال به رود پانسیپیت تبدیل شد. آتشفشان تال به‌طور کامل دریاچه را از دریا جدا کرد و در نهایت آب آن به آب شیرین تبدیل شد. S. tawilis یکی از گونه‌هایی است که از دریای اولیه در این دریاچه به دام افتاده و به‌طور کامل به گونه‌ای آب شیرین تکامل یافته است.

## بوم‌شناسی
ساردین آب شیرین مانند سایر اعضای خانواده خود، یک پالیده‌خوار ناحیه نورگیر است که با استفاده از چنگال‌های آبششی خود پلانکتون‌ها را هنگام شنا با دهان باز از آب جدا می‌کند. این ماهی‌ها در گروه‌های بزرگ و نزدیک به سطح آب دریاچه حرکت می‌کنند، زیرا ماهیت آتشفشانی و رسوبی دریاچه، غذای پلانکتونی آن‌ها را به سطح محدود می‌کند.
این ماهی‌ها ترجیح می‌دهند طعمه‌های بزرگ‌تر مانند پاروپایان بالغ را بخورند و چرخان‌تباران و کک‌های آبی نیز خوراک مکمل آن‌ها هستند. در ماه‌های تابستان که تراکم پاروپایان کوچک‌تر بسیار زیاد است، محتویات معده آن‌ها بیشتر شامل پرشمارواران پاروپایان است که از گونه‌های کوچک‌تر آن‌ها بزرگ‌تر هستند. این موضوع نشان می‌دهد که ماهی‌ها تا حدودی توانایی انتخاب طعمه دارند و فقط به پالیده‌خواری ساده اکتفا نمی‌کنند.
اطلاعات کمی دربارهٔ تولیدمثل این گونه موجود است. اما مشخص شده است که این ماهی‌ها در ماه‌های آوریل تا ژوئیه، زمانی که دمای سطح آب بالاتر است، تخم‌ریزی می‌کنند. تولیدمثل این گونه پس از فوران ۲۰۲۰ آتشفشان تال کاهش یافت.

## اهمیت برای انسان‌ها
علیرغم وضعیت در خطر انقراض این گونه، ذخایر در دریاچه تال چندین دهه است که به‌صورت تجاری صید می‌شوند. این ماهی غذایی محبوب در فیلیپین است و مقادیر زیادی از آن به شهرهای بزرگ کشور ارسال می‌شود.

## حفاظت
به دلیل عواملی نظیر ماهیگیری بی‌رویه، جمعیت این گونه با تهدید مواجه است. گزارش فهرست سرخ آی‌یوسی‌ان نشان داده است که صید این گونه از سال ۱۹۹۸ به دلیل ماهیگیری غیرقانونی و کیفیت پایین آب کاهش یافته است. برداشت tawilis در ۱۰ سال گذشته حداقل ۵۰ درصد کاهش یافته است؛ بنابراین، آی‌یوسی‌ان این گونه را در فهرست گونه‌های در خطر انقراض قرار داده است.
در فوریه ۲۰۲۱، به دلیل فعالیت آتشفشانی، تعدادی از این ماهی‌ها برای حفاظت از دریاچه تال به دانشگاه فیلیپین در لوس بانوس منتقل شدند.